# نيكولاي غاستيلو
القائد نيكولاي فرانتسيفيتش غاستيلو (23 أبريل 1907 - 29 يونيو 1941) (بالروسية: Николай Францевич Гастелло) طيار روسي وبطل الاتحاد السوفيتي. يعتبر واحدا من أشهر أبطال الحرب السوفيت.